# Jogos Pan-Arábicos de 1992
Os Jogos Pan-Arábicos de 1992 foram a sétima edição dos Jogos Pan-Arábicos. Os Jogos voltaram após mais um longo intervalo em relação ao evento anterior, sete anos. Realizados pela segunda vez na capital síria Damasco a edição contou com a presença de cerca de 2600 atletas de 18 países.
Pela primeira vez o Iêmen participou como nação unificada e o Egito retornou aos Jogos após voltar a integrar a Liga Árabe. Três ausências foram sentidas em relação à edição anterior: o Iraque, excluído da Liga Árabe pela invasão do Kuwait em 1990, a Líbia, por estar sob embargo aéreo, e a Somália, envolvida em uma guerra civil.
A Síria ficou em primeiro lugar no quadro de medalhas.

## Países participantes
| - Arábia Saudita - Argélia - Djibuti - Bahrein - Egito - Emirados Árabes Unidos | - Iêmen - Jordânia - Kuwait - Líbano - Marrocos - Mauritânia | - Omã - Palestina - Catar - Síria - Sudão - Tunísia |

## Modalidades

### Masculinas
| - Atletismo - Basquetebol - Boxe - Caratê - Ciclismo - Futebol - Ginástica | - Halterofilismo - Handebol - Hipismo - Luta olímpica - Natação - Tiro com arco - Voleibol |

### Femininas
- Atletismo
- Basquetebol
- Caratê
- Ciclismo
- Voleibol

## Quadro de medalhas

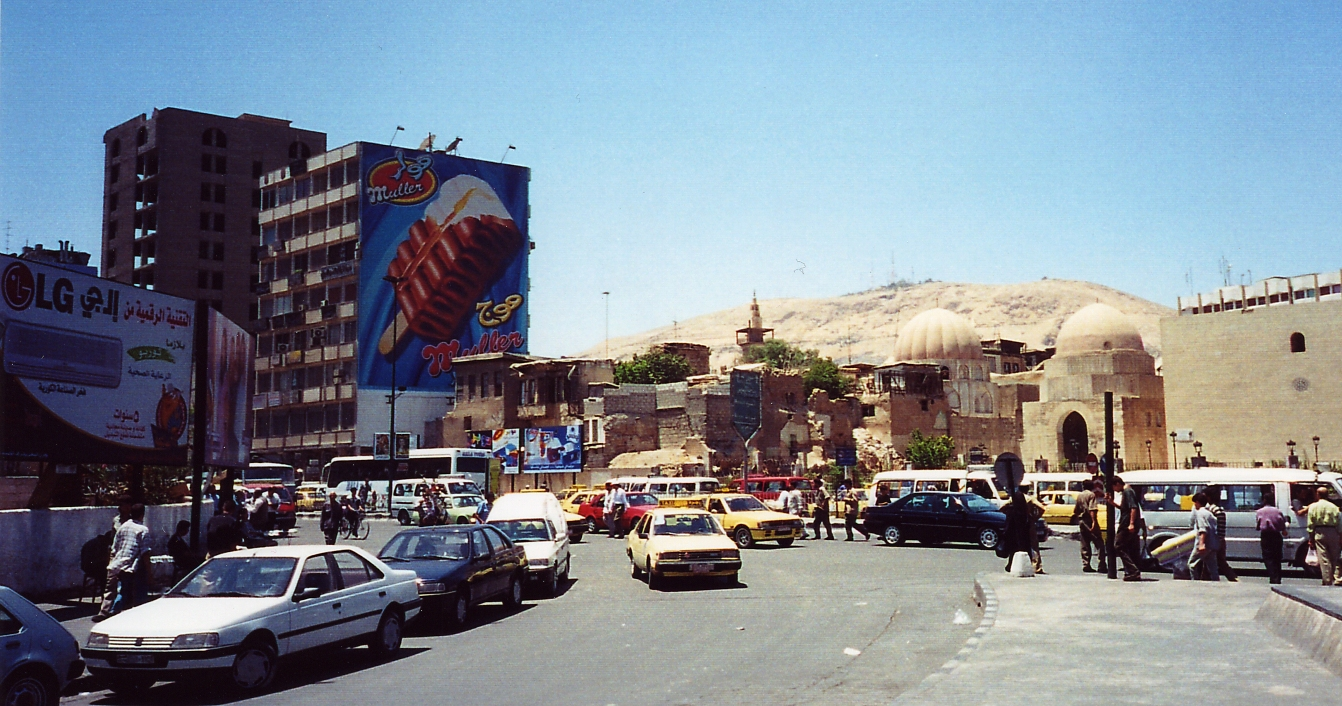
Damasco, Síria

| Ordem | País                   | Medalha de ouro | Medalha de prata | Medalha de bronze | Total |
| ----- | ---------------------- | --------------- | ---------------- | ----------------- | ----- |
| 1     | Síria                  | 48              | 36               | 30                | 114   |
| 2     | Egito                  | 36              | 30               | 30                | 96    |
| 3     | Argélia                | 27              | 21               | 24                | 72    |
| 4     | Marrocos               | 15              | 7                | 6                 | 28    |
| 5     | Kuwait                 | 8               | 6                | 16                | 30    |
| 6     | Catar                  | 8               | 3                | 4                 | 15    |
| 7     | Arábia Saudita         | 5               | 12               | 5                 | 22    |
| 8     | Tunísia                | 3               | 22               | 26                | 51    |
| 9     | Jordânia               | 1               | 1                | 6                 | 8     |
| 10    | Emirados Árabes Unidos | 1               | 3                | 1                 | 5     |
| 11    | Palestina              | 1               | 2                | 6                 | 9     |
| 12    | Líbano                 | 1               | 1                | 10                | 12    |
| 13    | Bahrein                | 1               | 0                | 1                 | 2     |
| 14    | Iêmen                  | 0               | 2                | 0                 | 2     |
| 15    | Omã                    | 0               | 0                | 2                 | 2     |
| 16    | Sudão                  | 0               | 0                | 1                 | 1     |